# Imre Bárány
Imre Bárány est un mathématicien hongrois (né le 7 décembre 1947 à Mátyásföld, un quartier de Budapest) qui travaille en combinatoire, géométrie discrète, convexité et leurs applications à l’informatique théorique.
Bárány est chercheur à l'Institut de recherches mathématiques Alfréd Rényi de l'Académie hongroise des sciences. Il est également professeur à l'University College de Londres. Il a obtenu un BSc en mathématiques à l’Université Loránd Eötvös de Budapest en 1971, et un PhD en 1982. Il était professeur invité au Laboratoire analyse et mathématiques appliquées de l'Université Paris-Est-Marne-la-Vallée en mai-juin 2016.

## Contributions
En 1978, Bárány donne une nouvelle démonstration, plus courte que celle de László Lovász, qui date aussi de 1978, d'une conjecture de Martin Kneser sur le nombre chromatique des graphes de Kneser, reproduite dans les Raisonnements divins de Martin Aigner et Günter M. Ziegler.
En 1980, Bárány donne une nouvelle démonstration du théorème de Borsuk-Ulam. La démonstration est aussi présentée dans le livre Using the Borsuk-Ulam theorem de Jiří Matoušek.
En 1981, il démontre, avec Senya B. Shlosman et András Szucs, une généralisation topologique du théorème de Helge Tverberg en combinatoire topologique. Il revient sur ce sujet en 2016 dans les Notices de l'AMS
En 1982, Bárány donne une généralisation du théorème de Carathéodory en géométrie. Il revient plusieurs fois ultérieurement à ce théorème.
Avec Zoltán Füredi (en), il donne en 1983 un algorithme pour le protocole cryptographique Mental Poker (en). En 1987, toujours avec Füredi, il démontre que le calcul du volume d'un ensemble convexe d'un espace de dimension n défini par un oracle d'appartenance est un problème NP-difficile.
En 2000, Bárány résout le problème, formulé par James Joseph Sylvester, de la probabilité pour qu'un ensemble de points soit en position aléatoire. Sylvester cherchait en 1864 la probabilité pour que quatre points aléatoires du plan forment un quadrilatère réentrant quadrilatéral. La généralisation est le problème de la probabilité p(K,n) pour que n points aléatoires d'un polygone convexe K en dimension d soient en position convexe, c'est-à-dire tels qu'aucun des points n'est à l'intérieur de l'enveloppe convexe des autres points. Bárány considère divers cas du problème général.
Avec Vershik et Pach, Bárány résout en deux articles un problème, posé par Vladimir Arnold, sur le nombre de polygones convexes composés de points d'un réseau,. Avec Van H. Vu, il démontre un théorème central limite pour des polytopes aléatoires.
En 1989, Bárány donne, avec László Lovász et Füredi, une estimation asymptotique du nombre de plans qui partagent un ensemble S de n points en position générale de l'espace à 3 dimensions en deux parties de même taille, avec la condition que chaque plan contient exactement trois points de S. Avec Füredi et János Pach, il démontre la conjecture des six cercles de László Fejes Tóth. Cette conjecture affirme qu'un arrangement de cercles du plan où chaque cercle est tangent à six cercles voisins est soit un arrangement hexagonal de cercles de même rayon, soit contient des cercles de rayon arbitrairement petit.

## Prix et distinctions
En 1988, Bárány reçoit le prix Alfréd-Rényi, en 1996 le prix de mathématiques (maintenant appelé prix Paul-Erdős) de l'Académie hongroise des sciences. En 1998, il reçoit le prix de l'Académie hongroise des sciences, et en 2016 le prix Széchenyi. Il devient membre correspondant de l'Académie hongroise des sciences en 2010.
En 2002, il est conférencier invité au Congrès international des mathématiciens à Pékin (Random Points, convex bodies, and lattices). En 2012, il est élu Fellow de l'American Mathematical Society.